# Kanton Taulé
Kanton Taulé je francouzský kanton v departementu Finistère v regionu Bretaň. Jeho střediskem je obec Taulé. Dělí se na 5 obcí.

## Obce
- Carantec
- Guiclan
- Henvic
- Locquénolé
- Taulé